# هنري مولاسون
هنري جوستاف مولاسون (بالإنجليزية: Henry Gustav Molaison) (26 فبراير 1926 - 2 ديسمبر 2008) ويعرف اسمه باختصار «إتش إم» حيث أنه كان مريضا أمريكيا يعاني من اضطراب في الذاكرة نتيجة لخضوعه لكثير من العمليات الجراحية لعلاج الصرع الذي كان يعاني منه. حيث كانت تدرس حالته من أواخر سنة 1957 حتى وفاته عام 2008. لعبت حالته دورا مهما في تطوير النظريات والحقائق التي تربط ما بين وظائف المخ والذاكرة، وتطوير نظام عقلي للسلوك والعادات وكان حالته تسهم أيضا في فهم بعض مفاهيم علم النفس والتي كانت تهتم بسلوكيات الإنسان. حيث كان يتلقي العلاج في مركز للرعاية الصحية في ويندر لوك حيث كان يخضع للفحص ومراقبة من قبل الأطباء والعلماء.

## السيرة الذاتية
ولد هنري مولاسون يوم 26 فبراير لعام 1926، وكان يعاني من صرع مزمن قاده فيما بعد بسبب التشنجات إلي حادثة الوقوع من على دراجة هوائية في سن السابعة. (كان يعتقد أن حادثة حدثت في سن التاسعة؛ لكن قامت الأم في وقت لاحق بتصحيح التاريخ). كان يعاني من ذلك الصرع لسنوات عديدة وزاد الأمر بشكل كبير عندما بلغ السادسة عشر. لذلك أجريت له عملية جراحية تحت إشراف جراح الأعصاب وليام بيتشر سكوفيل لعلاج وإزالة المرض.
بعد فحص شِقّيّ المخ أثناء صرع المريض اقترح الطبيب إزالة أجزاء منهما. في 25 أغسطس لعام 1953 أجري مولاسون وهو بعمر 27 عاما العملية الجراحية التي فيها أزيلت أجزاء من المخ ومنها (القشرة الداخلية) والقشرة المخية للمخ، التي تفرز مسكنات وهي مسؤولة عن الذاكرة. فأصبح المركز المسؤول عن الذاكرة غير فعال بسبب تدمير جزء منه نتيجة لتلف جزء من القشرة المخية وهي خلايا عصبية مسئولة عن إدخال وحفظ الذكريات، وبسبب تلف الجزء الأمامي للقشرة المخية.
بعد نجاح الأهداف الأساسية من العملية الجراحية، وهي السيطرة علي الصرع، تأكد الأطباء أن مولاسون يعاني من فقدان في الذاكرة، حيث أنه كان يتذكر معظم ماضيه، لكنه كان لا يتذكر معظم الأحداث الحالية. طبقا لبعض أقوال العلماء فإنه فقد القدرة علي مواكبة الحاضر، لكن اعترض بعض الباحثين علي ذلك، لأن مولاسون لا يستطيع تذكر أي من الأحداث التي حدثت خلال سنتين ما قبل إجراء العملية الجراحية بينما يستطيع تذكر أحداث حدثت له منذ إحدى عشر سنة ماضية مما يعني أن لديه اضطرابا عظيما في الذاكرة. وبرغم أنه يحتفظ بذاكرة بعيدة الأمد إلا أنه يستطيع على سبيل المثال أن يتعلم الشطرنج ويلعبها كمحترف؛ ولكنه لا يستطيع تذكر متي تعلمها.
تعلم مولاسون حل الألغاز والكلمات المتقاطعة في أواخر حياته، حيث كان يستطيع حل جميع الفقرات التي تحمل معلومات أو أحداث ما قبل عام 1953. حيث كان ينشط ذكرياته القديمة بمعلومات وألعاب جديدة، على سبيل المثال كان يضيف معلومات عن شخصية ما بمقارنتها مع شخصية يستطيع أن يتذكرها من ماضيه.
توفي هنري مولاسون في 2 ديسمبر لعام 2008.

## المساهمة في العلم
أدت دراسة مولاسون ثورة في فهم تنظيم الذاكرة البشرية. وقد وفرت أدلة واسعة لرفض النظريات القديمة، وتشكيل نظريات جديدة على ذاكرة الإنسان، ولاسيما حول العمليات والهياكل العصبية الأساسية. نشرت حالته في البحوث لأول مرة عام 1957 بواسطة الباحثان «سكوفيل» و«بريندا ميلنر». لعبت دراسته دورا مهما في تطوير النظريات التي تفسر الرابط بين وظائف المخ والذاكرة، وتطوير علم النفس العصبي المعرفي، وهو فرع علم النفس الذي يهدف إلى فهم كيفية ارتباط بنية ووظيفة الدماغ في عمليات نفسية محددة.
يحتفظ بعقله في جامعة سان دييغو حيث يتم دارسته في معامل علم الأنسجة وقد احتفظ به منذ 4 ديسمبر موافق لعام 2009، حتي يسهل ويسهم بالمعلومات والدراسات للباحثين والعلماء.